# Upsilon1 Hydrae
Pour les articles homonymes, voir Upsilon Hydrae.
Désignations
Upsilon1 Hydrae (υ1 Hydrae / υ1 Hya), formellement nommée Zhang, est une étoile géante jaune de la constellation de l'Hydre, distante d'environ ∼ 264 a.l. (∼ 80,9 pc) de la Terre. Elle est visible à l'œil nu avec une magnitude apparente de 4,12. Elle possède un compagnon, qui est une naine brune découverte en 2005.

## Nomenclature
υ1 Hydrae, latinisé Upsilon1 Hydrae, est la désignation de Bayer de l'étoile. Elle possède également la désignation de Flamsteed de 39 Hydrae (abrégé en 39 Hya).
En astronomie chinoise, Upsilon1 Hydrae fait partie de l'astérisme de Zhang (en chinois 張宿, Zhāng Xiù), qui est également une loge lunaire et qui comprend, outre Upsilon1 Hydrae, Lambda Hydrae, Mu Hydrae, HD 87344, Kappa Hydrae et Phi1 Hydrae. Dans le cadre de son groupe de travail sur les noms d'étoiles, l'Union astronomique internationale a officialisé le nom de Zhang pour désigner l'étoile le 30 juin 2017.

## Environnement stellaire
Upsilon1 Hydrae présente une parallaxe annuelle de 12,36 ± 0.26 mas mesurée par le satellite Hipparcos, ce qui permet d'en déduire qu'elle est distante de 264 ± 6 a.l. (∼ 80,9 pc) de la Terre. Elle se rapproche du Système solaire à une vitesse radiale héliocentrique de −14,34 km/s.
D'après l'étude de sa cinématique, l'étoile fait partie du courant d'étoiles de la Grande Ourse, qui regroupe des étoiles partageant des caractéristiques communes et qui comprend notamment la plupart des étoiles de la Grande Casserole.

## Propriétés
Âgée de seulement 270 millions d'années, Upsilon1 Hydrae est une étoile qui est déjà sortie de la séquence principale et qui a évolué pour devenir une géante jaune de type spectral G7III. Elle est 3,3 fois plus massive et 14,7 fois plus grande que le Soleil. Elle tourne sur elle-même à une vitesse de rotation projetée de 2,11 km/s. Elle est 162 fois plus lumineuse que le Soleil et sa température de surface est de 5 185 K.

### Compagnon
L'équipe de l'Okayama Planet Search Program a publié un article en 2005 portant sur la détection et l'étude des variations de la vitesse radiale d'un groupe de géantes de classe G. Sur la base de telles variations, elle a annoncé la découverte d'une naine brune orbitant autour de Upsilon1 Hydrae. Ce compagnon boucle une orbite avec une période d'environ 4,1 années, à une distance moyenne de 3,9 ua et il présente une excentricité importante de 0,57. Sa masse minimale est de 49 MJ